# میدین مکیسی-بنبد
میدین مکیسی-بنبد (فرانسوی: Mahiedine Mekhissi-Benabbad‎؛ زادهٔ ۱۵ مارس ۱۹۸۵) یک دونده دو نیمه‌استقامت اهل فرانسه است. از افتخارات وی میتوان به کسب دو مدال نقره ۳۰۰۰ متر با مانع در بازی‌های المپیک تابستانی ۲۰۰۸ و بازی‌های المپیک تابستانی ۲۰۱۲ و مدال برنز همین رشته در بازی‌های المپیک تابستانی ۲۰۱۶ اشاره کرد.